# Габриел Фаренхайт
Даниел Габриел Фаренхайт (на немски: Daniel Gabriel Fahrenheit), известен още като Габриел Даниел Фаренхайт, е германски физик и инженер, работил през по-голямата част от живота си в Холандия. Скалата на Фаренхайт е предложена от него през 1724 г. и е наречена така в негова чест.
През 1709 г. изобретява спиртния термометър, а през 1714 – живачния.

## Биография
Роден е на 24 май 1686 година в град Гданск, Жечпосполита (днес в Полша), най-голямото от петте деца в семейството на богат германски търговец. Когато е на 15 години и двамата му родители умират в един и същи ден – на 14 август 1701 г., след като са яли отровни гъби. Даниел е изпратен в Амстердам, където започват да го обучават за търговец. Даниел обаче се интересува от съвсем друго – от все по-популярните научни инструменти и тяхното конструиране, и много скоро зарязва търговията.
Около 1707 г. започва да обикаля най-големите пазари за такива инструменти в Европа. Посещава майстори в Берлин, Дрезден, Лайпциг, Копенхаген и Гданск, където все още живее брат му. Установява се в Хага и започва да работи като стъклодухач. В същото време майстори барометри, алтиметри и термометри.
От 1718 г. Фаренхайт чете лекции по химия в Амстердам. Посещава Англия през 1724 и същата година е избран за член на Кралското дружество, което обединява научния елит в страната.
На 16 септември 1736 година Фаренхайт умира в Хага на 50-годишна възраст. Той работи до последния ден от живота си, като малко преди смъртта си подава иск за патент за машина, която изпомпва вода от дренираната почва в участъците в Холандия, които са под морското равнище.

## Научна дейност
Фаренхайт прави първия живачен термометър в света. Скалата, която той разработва, е първата стандартизирана и прилагана в целия свят. Според учения, водата замръзва при 32 градуса по неговата скала, а точката на кипене е при 212 градуса. Фаренхайт условно решава, че разликата между точката на замръзване и на кипене на водата трябва да бъде 180 градуса. Днес скалата на Фаренхайт се използва най-масово в Съединените щати и Канада.